# Genocídio de negros nos Estados Unidos

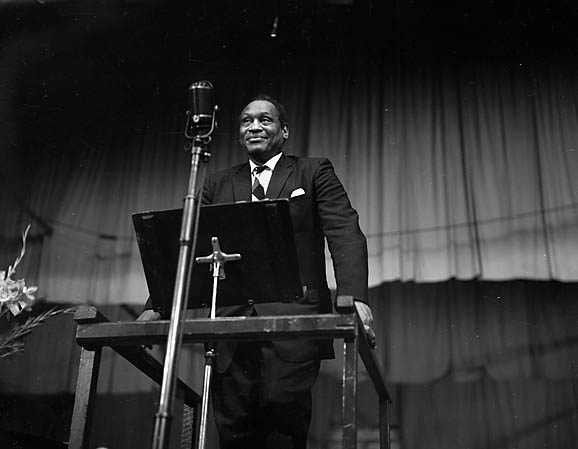
Paul Robeson assinou a petição We Charge Genocide.

Nos Estados Unidos, o genocídio de negros é um quadro historiográfico e um termo retórico utilizado para analisar o impacto passado e presente do racismo sistêmico sobre os afro-americanos, tanto pelo governo dos Estados Unidos como pelos americanos brancos. As décadas de linchamentos e a discriminação racial a longo prazo foram descritas formalmente como genocídio pela primeira vez por uma organização atualmente extinta, o Congresso dos Direitos Civis [en], numa petição que apresentou às Nações Unidas em 1951. Na década de 1960, Malcolm X acusou o Governo dos Estados Unidos de cometer violações dos direitos humanos, incluindo genocídio, contra os negros, citando a injustiça, a crueldade e a violência de longa data dos brancos contra os negros.
A analogia do genocídio de negros tem sido historicamente aplicada à guerra contra as drogas, à guerra contra o crime e à guerra contra a pobreza [en] por seus efeitos prejudiciais à comunidade negra. Durante a Guerra do Vietnã, o uso crescente de soldados negros foi criticado como uma expressão de genocídio de negros. Nas últimas décadas, a população carcerária negra desproporcionalmente alta também foi descrita como genocídio de negros.
Os críticos da teoria do genocídio de negros a descrevem como uma teoria da conspiração, enquanto seus defensores argumentam que ela é uma estrutura útil para analisar o racismo sistêmico. Os argumentos contra o controle de natalidade, em particular, foram criticados como conspiratórios ou exagerados, embora as tentativas de controle da população negra e a esterilização compulsória patrocinada pelo governo tenham ocorrido ainda no século XX.

## Escravidão como genocídio
A escravidão⁣, em geral, e o comércio de escravos no Atlântico em particular foi um exemplo arquetípico de crime contra a humanidade no século XIX, uma categoria maior de crimes ampliada quando o genocídio foi incluído nela no século XX. George Washington Williams popularizou o conceito de crimes contra a humanidade com relação à história da escravidão nos Estados Unidos e, durante a guerra de propaganda do Estado Livre do Congo [en] na década de 1890, as “leis da humanidade” foram incluídas na Cláusula Martens [en] das Convenções de Haia e, como resultado, foram legalmente consagradas no direito internacional.
O acadêmico canadense Adam Jones caracteriza a morte em massa de milhões de africanos durante o tráfico atlântico de escravos como um genocídio, chamando-o de “um dos  piores holocaustos da história da humanidade” pois resultou em 15 a 20 milhões de mortes, de acordo com uma estimativa, e ele também afirmou que argumentos contrários, como o argumento de que “era do interesse dos proprietários de escravos manter os escravos vivos, e não os exterminar”, são “em sua maioria sofismas”, já que “a matança e a destruição foram intencionais, independentemente dos incentivos para preservar os sobreviventes da travessia do Atlântico para a exploração do trabalho”. Para retomar a questão da intenção já mencionada: Se uma instituição é deliberadamente mantida e expandida por agentes discerníveis, embora todos estejam cientes das hecatombes de vítimas que ela está infligindo a um grupo humano definido, então por que isso não deveria ser qualificado como genocídio?".
Em seu livro, The Broken Heart of America, o professor de Harvard Walter Johnson escreveu que, em muitas ocasiões ao longo da história da escravidão de africanos nos EUA, ocorreram muitos casos de genocídio, casos que incluíram a separação de homens de suas esposas, reduzindo efetivamente o tamanho da população afro-americana. Para um negro americano que viveu durante a era da escravidão nos EUA, nenhum direito era garantido, quer ele fosse pessoalmente escravizado ou não. Nos Estados Unidos, a expectativa de vida de um escravo era de 21 a 22 anos, e uma criança negra com idade entre 1 e 14 anos tinha o dobro do risco de morrer do que uma criança branca da mesma idade.

## Jim Crow como genocídio

### Petição às Nações Unidas
A Organização das Nações Unidas (ONU) foi criada em 1945. A ONU debateu e adotou uma Convenção sobre Genocídio no final de 1948, afirmando que genocídio era a “intenção de destruir, no todo ou em parte”, um grupo racial. Com base na definição “em parte”, o Congresso dos Direitos Civis (CRC), um grupo composto por afro-americanos com afiliações comunistas, apresentou à ONU em 1951 uma petição chamada “We Charge Genocide” (Nós acusamos o genocídio). A petição relacionava 10.000 mortes injustas de afro-americanos nas nove décadas desde a Guerra Civil Americana e descrevia linchamentos, maus-tratos, assassinatos e opressão por parte de brancos contra negros, concluindo que o governo dos EUA estava se recusando a lidar com “a prática persistente, generalizada e institucionalizada do crime de genocídio”. A petição foi apresentada na convenção da ONU em Paris pelo líder do CRC, William L. Patterson, e na cidade de Nova York pelo cantor e ator Paul Robeson, que era ativista dos direitos civis e membro comunista do CRC.
A Guerra Fria aumentou as preocupações americanas com o expansionismo comunista. A petição do CRC foi vista pelo governo dos EUA como sendo contra os melhores interesses dos Estados Unidos no que diz respeito ao combate ao comunismo, e a petição foi ignorada pela ONU; muitos dos países fundadores buscavam orientação nos EUA e não estavam dispostos a armar os inimigos dos EUA com mais propaganda sobre suas falhas na política racial interna. As respostas americanas à petição foram variadas: O jornalista de rádio Drew Pearson se manifestou contra a suposta “propaganda comunista” antes de ela ser apresentada à ONU.
O professor Raphael Lemkin, advogado polonês que ajudou a redigir a Convenção sobre Genocídio da ONU, disse que a petição do CDC foi um esforço equivocado que desviou a atenção do genocídio [en] de estonianos, letões e lituanos pela União Soviética. Associação Nacional para o Progresso de Pessoas de Cor (NAACP) emitiu uma declaração dizendo que não houve genocídio de negros, embora questões sérias de discriminação racial tenham certamente existido nos Estados Unidos. Walter Francis White, líder da NAACP, escreveu que a petição do CRC continha exemplos “autênticos” de discriminação, em sua maioria extraídos de fontes confiáveis. Ele disse: “Quaisquer que sejam os pecados da nação contra o negro - e eles são muitos e horríveis - o genocídio não está entre eles”. A delegada da ONU Eleanor Roosevelt disse que era “ridículo” caracterizar a discriminação de longo prazo como genocídio.
A petição “We Charge Genocide” recebeu mais atenção nas notícias internacionais do que na mídia doméstica dos EUA. A mídia francesa e tcheca publicou a história com destaque, assim como os jornais da Índia. Em 1952, o autor afro-americano J. Saunders Redding, em viagem à Índia, recebeu várias perguntas sobre casos específicos de abuso dos direitos civis nos EUA, e a petição do CRC foi usada pelos indianos para refutar suas afirmações de que as relações raciais nos EUA estavam melhorando. Nos EUA, a petição deixou de ser conhecida pelo público no final da década de 1950. Em 1964, Malcolm X e sua Organização de Unidade Afro-Americana [en], citando os mesmos linchamentos e opressão descritos na petição do CRC, começaram a preparar sua própria petição para a ONU, afirmando que o governo dos EUA estava praticando genocídio contra os negros. O discurso de Malcolm X de 1964, “The Ballot or the Bullet” (A cédula ou a bala), também se baseia em “We Charge Genocide”.
Após a Segunda Guerra Mundial e depois de muitos anos de maus-tratos aos afro-americanos pelos americanos brancos, as políticas oficiais do governo dos EUA com relação a esses maus-tratos mudaram significativamente. A União Americana pelas Liberdades Civis (ACLU) disse em 1946 que a opinião internacional negativa sobre as políticas raciais dos EUA ajudou a pressionar os EUA a aliviar os maus-tratos às minorias étnicas. Em 1948, o presidente Harry S. Truman assinou uma ordem de dessegregação das forças armadas, e os cidadãos negros desafiaram cada vez mais outras formas de discriminação racial. Em 1948, mesmo que os afro-americanos trabalhassem lado a lado com seus colegas brancos, eles eram frequentemente segregados em bairros separados devido à redlining [en].

### Linchamentos e outros assassinatos raciais
Walter Johnson escreveu que o primeiro linchamento ocorrido nos Estados Unidos foi o de Francis McIntosh, um homem livre de ascendência negra e branca. Ele argumentou que esse linchamento deu início a uma série deles, todos visando uma “limpeza étnica” e que Abraham Lincoln, que ainda não era presidente, estava mais preocupado com o vigilantismo do linchamento do que com o assassinato em si. Lincoln se referiu a McIntosh como “detestável” em seu discurso de 1838, posteriormente apelidado de Discurso de Liceu. Segundo o Memorial Nacional pela Paz e Justiça [en], 4.400 negros foram mortos em linchamentos e outros assassinatos raciais entre 1877 e 1950.
Brandy Marie Langley argumentou: “A matança física de negros nos Estados Unidos, nesse período, era consistente com a ideia original de genocídio de Lemkin”. Famosas figuras literárias e ativistas sociais, como Mark Twain e Ida B. Wells, foram obrigadas a se manifestar sobre os linchamentos. A obra de Twain sobre os linchamentos, intitulada “The United States of Lyncherdom” (Os Estados Unidos do Linchamento), é uma observação sobre a ocorrência generalizada de linchamentos nos Estados Unidos. De acordo com Christopher Waldrep, a mídia e os brancos racistas, inadvertidamente ou não, exageraram a presença de crimes contra negros como um método de apaziguar sua própria culpa em relação aos linchamentos de afro-americanos.

### Esterilização
A partir de 1907, algumas legislaturas estaduais dos EUA aprovaram leis que permitiam a esterilização compulsória de criminosos, pessoas com deficiência intelectual e pacientes com transtornos mentais institucionalizados. No início, os afro-americanos e os americanos brancos foram esterilizados em proporções praticamente iguais. Em 1945, cerca de 70.000 americanos haviam sido esterilizados nesses programas. Na década de 1950, o programa federal de assistência social Aid to Families with Dependent Children (AFDC) foi criticado por alguns brancos que não queriam subsidiar as famílias negras pobres. Estados como a Carolina do Norte e a Carolina do Sul realizaram procedimentos de esterilização em mães negras de baixa renda que estavam dando à luz seu segundo filho. As mães eram informadas de que teriam de concordar em fazer a laqueadura ou seus benefícios da previdência social seriam cancelados, juntamente com os benefícios das famílias em que nasceram. Devido a essas políticas, especialmente prevalecentes nos estados do sul, a esterilização de afro-americanos na Carolina do Norte aumentou de 23% do total nas décadas de 1930 e 1940 para 59% no final da década de 1950, e aumentou ainda mais para 64% em meados da década de 1960.
Em meados de 1973, notícias revelaram a esterilização forçada de mulheres e crianças negras pobres, paga por fundos federais. Duas meninas da família Relf, no Mississippi, consideradas mentalmente incompetentes aos 12 e 14 anos de idade, e também a beneficiária da previdência social Nial Ruth Cox, de 18 anos, da Carolina do Norte, foram casos proeminentes de esterilização involuntária. A revista Jet [en] apresentou a história sob o título “Genocídio”. Os críticos disseram que essas histórias foram divulgadas por ativistas contra o aborto legal. De acordo com Gregory Price, as políticas governamentais levaram a taxas mais altas de esterilização entre os negros americanos do que entre os brancos, com base em crenças racistas. Ele escreve que, no início do século XX, o objetivo dos eugenistas era criar uma população biologicamente apta, mas que esses padrões de aptidão biológica excluíam deliberadamente os negros, que supostamente não eram capazes de fazer contribuições legítimas para a economia nacional.

## Racismo sistêmico como genocídio
We Charge Genocide estimou que mais 30.000 negros morriam a cada ano devido a várias políticas racistas e que os negros tinham uma expectativa de vida 8 anos mais curta do que os americanos brancos. Nesse sentido, o historiador Matthew White estima que 3,3 milhões a mais de pessoas não brancas morreram de 1900 até a década de 1960 do que teriam morrido se tivessem morrido na mesma proporção que os brancos.

### Efeitos das guerras nas comunidades negras
Os afro-americanos lutaram pela participação igualitária no serviço militar dos EUA na primeira parte do século XX e, principalmente, durante a Segunda Guerra Mundial. Finalmente, o presidente Harry S. Truman assinou uma legislação para integrar as forças armadas dos EUA em 1948. No entanto, os adiamentos do Selective Service System, as designações militares e, principalmente, os recrutas aceitos por meio do Project 100 000 resultaram em uma maior representação de negros em combate na Guerra do Vietnã na segunda metade da década de 1960. Os afro-americanos representavam 11% da população dos EUA, mas 12,6% das tropas enviadas ao Vietnã. Cleveland Sellers disse que a convocação de homens negros pobres para a guerra era “um plano para cometer genocídio calculado”. O ex-presidente da SNCC Stokely Carmichael, o congressista negro Adam Clayton Powell Jr. e o membro da SNCC Rap Brown concordaram. Em outubro de 1969, a viúva de King, Coretta Scott King, discursou em um protesto contra a guerra realizado na Faculdade Estadual Morgan [en], em Baltimore, de maioria negra. Os líderes do campus publicaram uma declaração contra o que chamaram de “genocídio negro” no Vietnã, culpando o presidente dos EUA, Richard Nixon, bem como os líderes sul-vietnamitas, o presidente Nguyễn Văn Thiệu e o vice-presidente Nguyễn Cao Kỳ.
O autor James Forman Jr. chamou a Guerra às Drogas de “um passo em falso [que] é tão prejudicial que as gerações futuras ficarão balançando a cabeça em descrença”. De acordo com Forman, a guerra às drogas teve efeitos generalizados, incluindo um sistema de justiça criminal mais punitivo que afetou desproporcionalmente os negros americanos, especialmente aqueles em bairros de baixa renda. Forman escreve ainda que uma das consequências é que, embora os negros e os brancos tenham índices semelhantes de uso de drogas, os negros têm maior probabilidade de serem punidos pelo sistema judiciário por esse motivo.
Elizabeth Hinton escreve que duas outras “guerras” tiveram efeitos prejudiciais sobre a comunidade negra - a Guerra contra a Pobreza [en] e a Guerra contra o Crime. De acordo com Hinton, os homens negros são presos em uma proporção de 1 em 11. Esse tópico também é explorado no livro The New Jim Crow, de Michelle Alexander [en]. Alexander argumenta que, apesar de muitos americanos quererem acreditar que a eleição do Presidente Obama inaugurou uma nova era em que a raça não importava mais, ou pelo menos não tanto, os Estados Unidos ainda são profundamente afetados por sua história racial. Alexander escreve que houve um “colapso sistêmico das comunidades negras e pobres devastadas pelo desemprego em massa, negligência social, abandono econômico e intensa vigilância policial”. O presidente Lyndon B. Johnson declarou em um discurso de formatura proferido na Howard University que há um grande contraste entre a pobreza negra e a branca. Keeanga-Yamahtta Taylor escreve que esse contraste é resultado de injustiças sistêmicas cometidas ao longo de séculos contra a comunidade negra.

### Prisão
Em 1969, H. Rap Brown escreveu em sua autobiografia, Die Nigger Die! que os tribunais americanos “conspiram para cometer genocídio” contra os negros, colocando um número desproporcional deles na prisão. O cientista político Joy A. James escreveu que o “genocídio anti-negro” é a força motivadora que explica o fato de as prisões dos EUA estarem repletas de prisioneiros negros. O autor e ex-prisioneiro Mansfield B. Frazier afirma que o boato nos guetos americanos “de que os brancos estão secretamente engajados em um programa de genocídio contra a raça negra” recebe “uma medida de validade” pelo número de “homens negros em idade reprodutiva que são presos por crimes pelos quais homens de outras raças não são”.
O livro New Directions for Youth Development (Novas Direções para o Desenvolvimento da Juventude) descreve o fluxo da escola para a prisão juntamente com maneiras de acabar com ele. Ele afirma que “O sistema de escolas públicas dos Estados Unidos, assim como o país como um todo, é atormentado por vastas desigualdades - que com muita frequência são definidas ao longo de linhas de raça e classe”. Com o passar do tempo, à medida que as escolas se tornaram mais severas na aplicação de suas políticas e na disciplina dos alunos, o sistema de justiça criminal também se tornou mais severo ao lidar com crianças. O livro afirma que “Desde 1992, quarenta e cinco estados aprovaram leis que facilitam o julgamento de jovens como adultos, e trinta e um endureceram as sanções contra jovens por uma variedade de delitos”.
A maneira como certas drogas são criminalizadas também contribui para as grandes disparidades de envolvimento no sistema prisional entre as comunidades negras e brancas. Por exemplo, “a condenação pela venda de crack (mais vendido e usado por pessoas de cor) [resulta] em uma sentença 100 vezes mais severa do que pela venda da mesma quantidade de cocaína em pó (mais vendida e usada por brancos)”.

## Direitos reprodutivos

### Controle de natalidade
Embora as mulheres negras estivessem praticando formas de controle de natalidade desde sua chegada à América, alguns líderes afro-americanos também ensinavam que o poder político vinha com uma população maior e, portanto, se opunham à contracepção. Em 1934, Marcus Garvey e sua Associação Universal para o Progresso Negro resolveram que o controle de natalidade levaria à erradicação dos negros, chamando-o de “suicídio racial” (Roosevelt havia feito o mesmo comentário sobre os brancos em 1905).
A pílula contraceptiva oral combinada, popularmente conhecida como “a pílula”, foi aprovada para venda como medicamento nos mercados dos EUA em 1957 e, em 1961, o uso dela para controle de natalidade também foi aprovado. Em 1962, o ativista dos direitos civis Whitney Young disse à National Urban League para não apoiar o controle de natalidade para os negros. Marvin Davies, líder da seção da Flórida da NAACP, disse que as mulheres negras deveriam rejeitar o controle de natalidade e produzir mais bebês para que a influência política dos negros aumentasse no futuro.

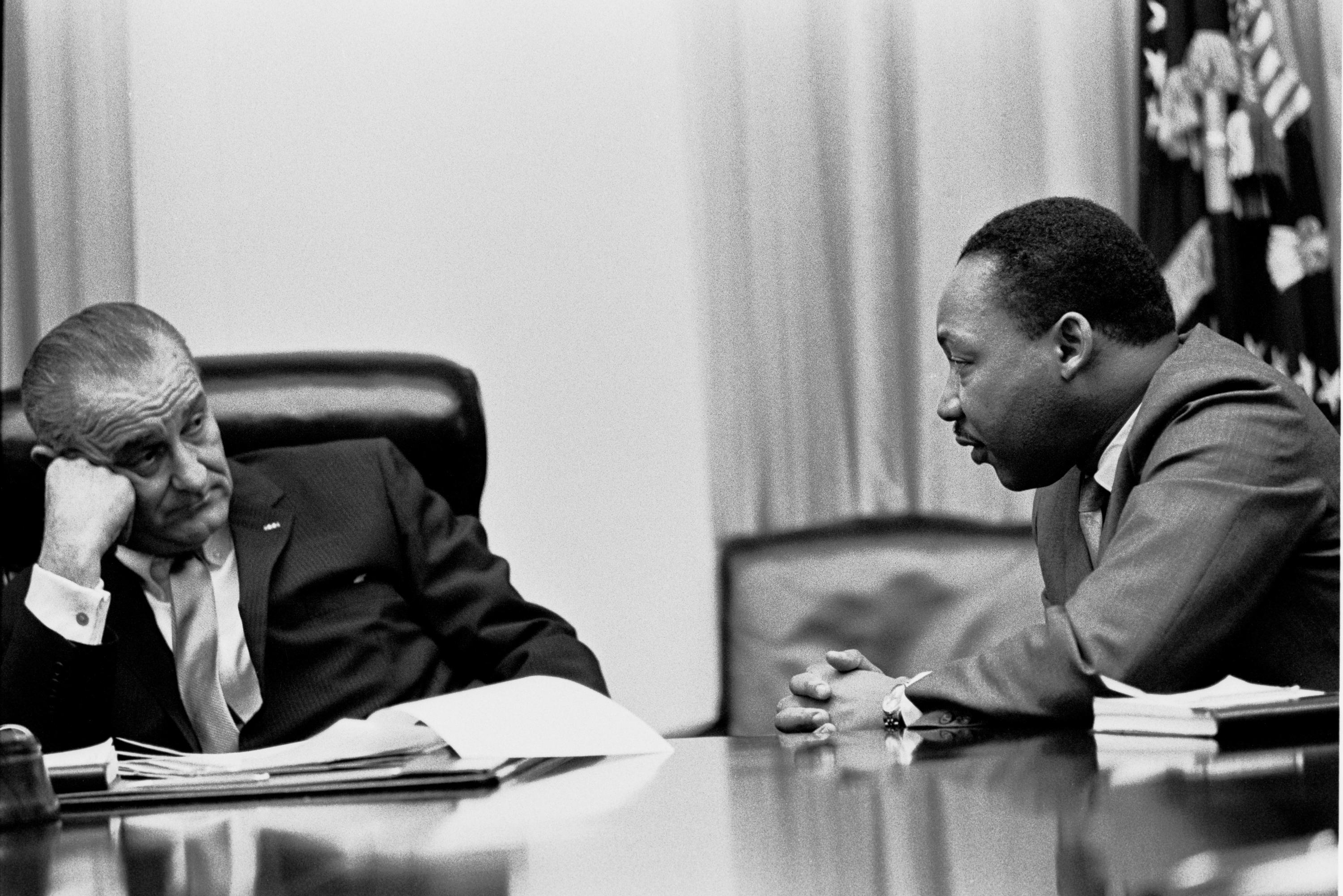
Lyndon B. Johnson e Martin Luther King Jr., concordaram que o controle de natalidade era benéfico para as famílias negras pobres.

As ideias de aptidão reprodutiva ainda estavam no centro do planejamento familiar americano na década de 1960. Os médicos preferiam prescrever a pílula para as mulheres brancas de classe média e o DIU para as mulheres pobres, especialmente as negras, porque o DIU lhes proporcionava maior controle sobre o comportamento das mulheres “inaptas”. Instituto Guttmacher [en] considerava o DIU como um método eficaz de contracepção para indivíduos em “áreas subdesenvolvidas onde faltam duas coisas: uma, dinheiro e a outra motivação sustentada”.
Depois que o método foi aprovado para uso nos Estados Unidos, a maioria das usuárias da pílula eram mulheres brancas e de classe média. Em parte, essa tendência reflete a preferência dos médicos em prescrever a pílula para membros dessa população e também reflete o custo do medicamento. Até o final da década de 1960, a pílula era proibitivamente cara para mulheres pobres e da classe trabalhadora.
Depois que o presidente Lyndon B. Johnson aprovou a legislação para o financiamento governamental do controle de natalidade como parte de sua Guerra contra a Pobreza em 1964, ativistas negros como o Dr. Charles Greenlee e William “Bouie” Haden se aliaram a conservadores sociais, como o padre católico Charles Owen Rice, para expressar preocupação com os esforços patrocinados pelo governo para limitar a população negra. Cecil B. Moore, chefe da seção da NAACP na Filadélfia, manifestou-se contra um esforço da Planned Parenthood para estabelecer uma presença mais forte no norte da Filadélfia; a população dos bairros visados era 70% negra. Moore disse que seria um “suicídio racial” se os negros adotassem o controle de natalidade.

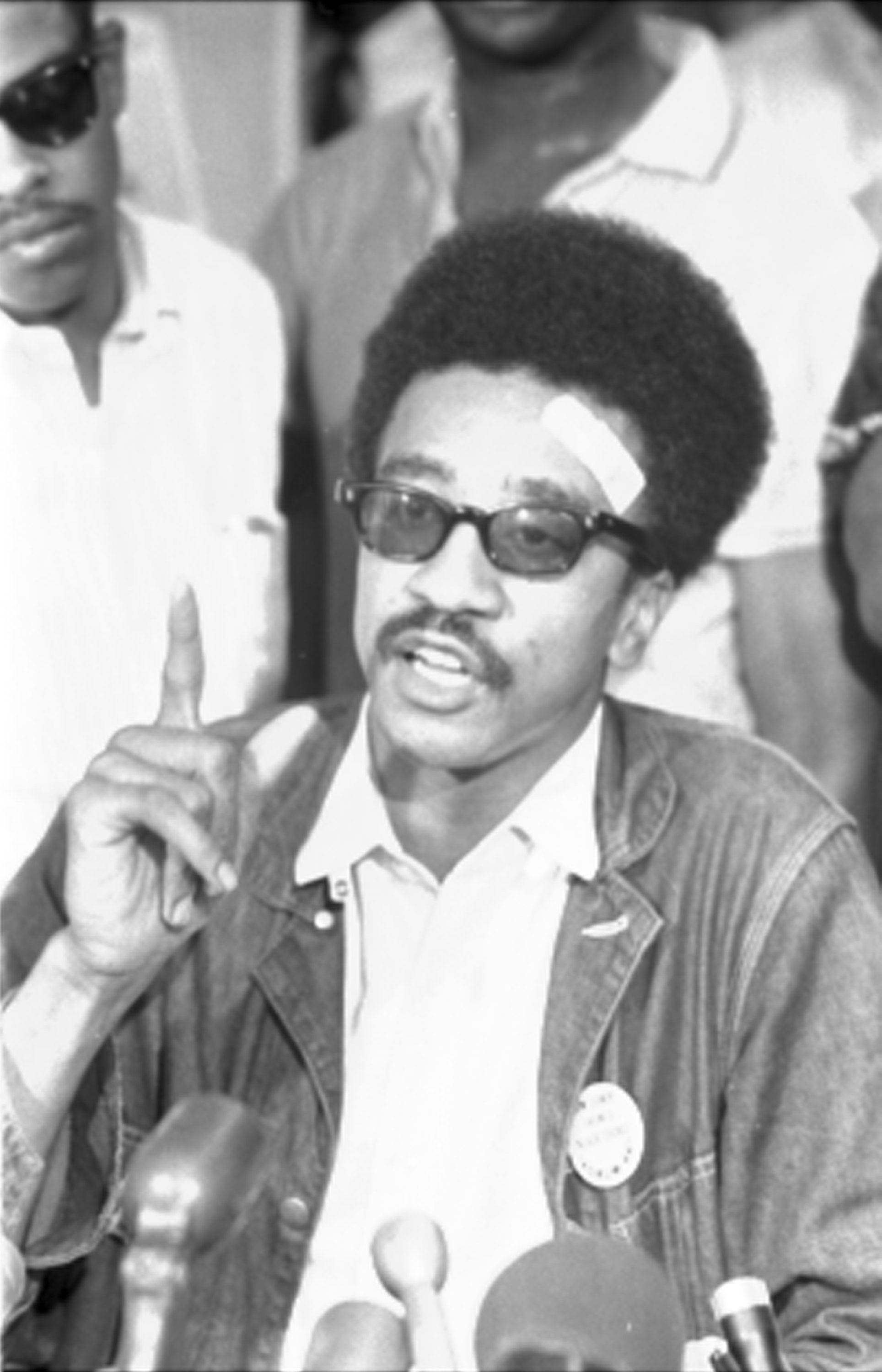
H. Rap Brown disse que o genocídio de negros foi baseado em quatro fatores, incluindo o controle de natalidade

De 1965 a 1970, homens negros alinhados a grupos conservadores e religiosos - especialmente homens mais jovens de áreas pobres - se manifestaram contra o controle da natalidade, denunciando-o como parte de uma conspiração para cometer um genocídio contra os negros. O Partido dos Panteras Negras e a Nação do Islã foram os maiores críticos do controle da natalidade. O Partido dos Panteras Negras identificou uma série de injustiças como fatores que contribuíram para o genocídio dos negros, incluindo problemas sociais que eram mais graves nas populações negras do que nas populações brancas, como abuso de drogas, prostituição e infecções sexualmente transmissíveis. Outras injustiças incluíam moradias inseguras, desnutrição e a super-representação de jovens negros nas linhas de frente da Guerra do Vietnã. Ativistas negros influentes, como o cantor/autor Julius Lester e o comediante Dick Gregory, disseram que os negros deveriam aumentar o tamanho de sua população evitando medidas genocidas de planejamento familiar. H. Rap Brown [en], do Student Nonviolent Coordinating Committee [en] (SNCC), defendia a opinião de que o genocídio de negros consistia em quatro elementos: mais negros executados do que brancos, a desnutrição em áreas pobres afetava mais os negros do que os brancos, a Guerra do Vietnã matava mais negros do que brancos e os programas de controle de natalidade em bairros negros estavam tentando acabar com a raça negra. Uma clínica de controle de natalidade em Cleveland, Ohio, foi incendiada por militantes negros que afirmaram que ela contribuía para o genocídio dos negros.
Os muçulmanos negros diziam que o controle de natalidade era contra os ensinamentos do Alcorão, pois nas sociedades muçulmanas, o papel principal das mulheres é a geração de filhos. Nesse contexto, os muçulmanos negros acreditavam que o controle da natalidade fazia parte de um ataque genocida que estava sendo lançado contra eles pelos brancos. O jornal semanal muçulmano Muhammad Speaks continha muitos artigos que demonizavam [en] o controle da natalidade.
Em Newark, Nova Jersey, em julho de 1967, o movimento Black Power realizou sua primeira convenção: a National Conference on Black Power. A convenção identificou vários meios pelos quais os brancos estavam tentando aniquilar os negros. As injustiças nas práticas habitacionais, as reduções nos benefícios da previdência social e o planejamento familiar subsidiado pelo governo foram todos identificados como elementos do “genocídio negro”. A revista Ebony publicou uma história em março de 1968 na qual foi revelado que os negros pobres acreditavam que uma conspiração para cometer genocídio contra os negros era o ímpeto por trás do controle de natalidade financiado pelo governo.
O reverendo Martin Luther King Jr. foi um grande defensor do controle de natalidade para os negros. Em 1966, ele ganhou o Prêmio Margaret Sanger de Direitos Humanos, um prêmio que homenageia o incansável ativismo de controle de natalidade de Margaret Sanger, cofundadora da Planned Parenthood. King enfatizou o fato de que o controle de natalidade dava ao homem negro um melhor controle de sua situação econômica pessoal, mantendo o número de filhos dentro de suas possibilidades financeiras. Em abril de 1968, Martin Luther King Jr. foi baleado e morto. Em 1971, Charles V. Willie escreveu que, entre os afro-americanos, esse evento marcou o início de uma séria reflexão “sobre a possibilidade de genocídio [dos negros] nos Estados Unidos”. Houve linchamentos, assassinatos e chacinas no passado. Mas o assassinato do Dr. King foi demais. Muitos negros acreditavam que o Dr. King havia representado o que eles tinham de melhor... Se os Estados Unidos não podiam aceitar o Dr. King, muitos sentiam que nenhum negro nos Estados Unidos estava seguro".

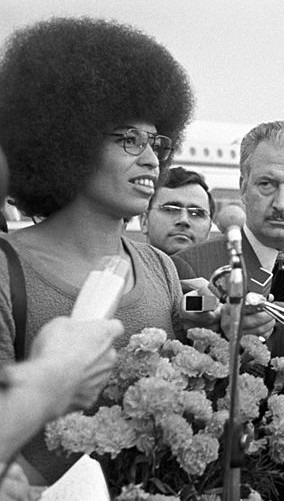
Angela Davis disse que equiparar o controle de natalidade ao genocídio dos negros parecia ser “uma reação exagerada - até mesmo paranoica".

Em geral, as mulheres negras criticavam a rejeição do controle de natalidade pelo Movimento Black Power. Em 1968, um grupo de feministas radicais negras em Mt. Vernon, Nova York, publicou “The Sisters Reply” (A resposta das irmãs), uma refutação que dizia que o controle da natalidade dava às mulheres negras a “liberdade de lutar contra o genocídio de mulheres e crianças negras”, referindo-se à maior taxa de mortalidade entre crianças e mães de famílias pobres. Frances M. Beal, cofundadora do Black Women's Liberation Committee (Comitê de Libertação das Mulheres Negras) do SNCC, recusou-se a acreditar que a mulher negra deveria ser subserviente aos desejos do homem negro. Angela Davis e Linda LaRue denunciaram as limitações que os ativistas masculinos do Black Power impunham às ativistas femininas do Black Power, limitações que as orientavam a servir como mães, produzindo “guerreiras para a revolução”. Toni Cade disse que os nascimentos indiscriminados não aproximariam a libertação dos negros da realização; ela defendeu o uso da pílula como uma ferramenta para ajudar as mulheres negras a espaçar os nascimentos de crianças negras, para facilitar a criação delas pelas famílias. O Black Women's Liberation Group acusou os “homens negros pobres” de não sustentarem os bebês que eles ajudaram a gerar, fornecendo, portanto, às jovens mulheres negras um motivo para usar contraceptivos. Dara Abubakari, um separatista negro, escreveu que “as mulheres devem ser livres para decidir se e quando querem ter filhos”. Um estudo de 1970 descobriu que 80% das mulheres negras de Chicago aprovavam o controle de natalidade e também revelou que 75% das mulheres o usavam durante a idade fértil. Um estudo de 1971 constatou que a maioria dos homens e mulheres negros era a favor do controle de natalidade subsidiado pelo governo.
Em Pittsburgh, Pensilvânia, uma luta comunitária a favor e contra a instalação de uma clínica de controle de natalidade na área de Homewood, no leste de Pittsburgh, foi notícia nacional. As mulheres de Pittsburgh haviam pressionado pela abertura de uma clínica de controle de natalidade na década de 1920 e ficaram aliviadas quando a American Birth Control League (ABCL) abriu uma em 1931. A ABCL mudou seu nome para Planned Parenthood em 1942. Em 1956, a clínica de Pittsburgh iniciou um programa educacional para famílias pobres no Lower Hill District. Em 1958, esse programa foi ampliado para a área de Homewood-Brushton, atingida pela pobreza. A Planned Parenthood considerou a possibilidade de abrir outra clínica lá e realizou reuniões com líderes comunitários. Em 1963, uma clínica móvel foi transferida para a área. Em dezembro de 1965, a Planned Parenthood Clinic of Pittsburgh (PPCP) solicitou financiamento federal com base na legislação da Guerra contra a Pobreza que Johnson havia promovido. Em maio de 1966, o pedido foi aprovado, e a PPCP começou a estabelecer clínicas em Pittsburgh. Um total de 18 clínicas foram estabelecidas em Pittsburgh em 1967, 11 dessas clínicas foram colocadas em distritos pobres e também foram subsidiadas pelo governo federal. Em meados de 1966, a legislatura do estado da Pensilvânia manteve os fundos de planejamento familiar em um comitê. Os bispos católicos ganharam exposição na mídia por afirmarem que os esforços de controle de natalidade de Pittsburgh eram uma forma de genocídio negro encoberto. Em novembro de 1966, os bispos disseram que o governo estava coagindo os pobres a terem famílias menores. Alguns líderes negros, como o membro local da NAACP, Dr. Charles Greenlee, apoiaram a afirmação dos bispos de que o controle de natalidade era um genocídio negro. Greenlee disse que a Planned Parenthood era “uma organização honrada e boa”, mas também disse que o Escritório Federal de Oportunidades Econômicas estava patrocinando programas genocidas. Greenlee disse que “a taxa de natalidade do negro é a única arma que ele tem. Quando chegar aos 21 anos, ele poderá votar". Greenlee visou o fechamento da clínica de Homewood; ao fazer isso, ele se aliou ao militante negro William ‘Bouie’ Haden e ao prelado católico Charles Owen Rice para falar contra o genocídio dos negros, e também falou contra o programa de divulgação educacional da PPCP. O diretor de relações comunitárias da Planned Parenthood, Dr. Douglas Stewart, disse que a falsa acusação de genocídio negro estava prejudicando o avanço nacional dos negros. Em julho de 1968, Haden anunciou que estava disposto a explodir a clínica para impedir seu funcionamento. A igreja católica pagou a ele um salário de US$ 10.000, provocando um clamor na mídia de Pittsburgh. O bispo John Wright foi chamado de “fantoche de Bouie Haden”. O PPCP fechou a clínica de Homewood em julho de 1968 e também encerrou seu programa educacional porque estava preocupado com a violência. A congregação negra da Bethesda United Presbyterian Church emitiu uma declaração na qual dizia que as acusações de genocídio negro eram “patentemente falsas”. Uma reunião para discutir a questão foi marcada para março de 1969. Cerca de 200 mulheres, a maioria negras, compareceram em apoio à clínica, e ela foi reaberta. Esse evento foi visto como uma grande derrota para a noção militante negra de que o controle de natalidade financiado pelo governo era genocídio negro.
Outros importantes defensores negros do controle de natalidade foram Carl Rowan, James Farmer, Bayard Rustin, Jerome H. Holland, Ron Dellums [en] e Barbara Jordan.
Nos Estados Unidos, no século XXI, as mulheres negras têm maior probabilidade de estar em risco de gravidez indesejada: 84% das mulheres negras em idade reprodutiva usam métodos anticoncepcionais, em contraste com 91% das mulheres caucasianas e hispânicas e 92% das mulheres asiático-americanas. Essa situação faz com que as mulheres negras tenham a maior taxa de gravidez indesejada - em 2001, quase 10% das mulheres negras que deram à luz entre 15 e 44 anos tiveram gravidez indesejada, o que foi mais do que o dobro da taxa de gravidez indesejada entre as mulheres brancas. A pobreza contribui para essas estatísticas, pois as mulheres de baixa renda têm maior probabilidade de sofrer interrupções em suas vidas; interrupções que afetam o uso constante do controle de natalidade. As pessoas que vivem em áreas pobres desconfiam mais do sistema de saúde e, como resultado, podem rejeitar tratamentos e orientações médicas, especialmente tratamentos de bem-estar menos críticos, como o controle de natalidade.

### Aborto
As mulheres escravizadas trouxeram da África o conhecimento das práticas tradicionais de controle de natalidade e do aborto obtido por meio do uso de ervas, traumas contundentes e outros métodos para matar o feto ou produzir fortes cólicas uterinas. Esperava-se que as mulheres escravizadas gerassem mais filhos escravos para enriquecer seus proprietários, mas algumas se rebelavam discretamente. Em 1856, um médico branco relatou que vários proprietários de escravos estavam preocupados com o fato de que suas escravas pareciam ter um “segredo pelo qual elas destroem o feto em uma idade precoce da gestação”. Entretanto, esse conhecimento popular foi suprimido na nova cultura americana, especialmente pela nascente Associação Médica Americana, e sua prática caiu em desuso.
Após o fim da escravidão, as mulheres negras formaram grupos sociais e clubes na década de 1890 para “elevar sua raça”. A ideia revolucionária de que uma mulher negra poderia desfrutar de uma vida plena sem nunca ser mãe foi apresentada na revista The Woman's Era, de Josephine St. Pierre Ruffin. O conhecimento era secretamente compartilhado entre as mulheres do clube sobre como encontrar profissionais que ofereciam serviços de aborto médico ilegal ou tradicional. As mulheres negras da classe trabalhadora, que eram mais frequentemente forçadas a ter relações sexuais com homens brancos, continuavam a ter necessidade de controle de natalidade e abortos. As mulheres negras que ganhavam menos de US$ 10 por dia pagavam de US$ 50 a US$ 75 por um aborto ilegal e perigoso. Ao longo do século XX, os que faziam abortos nas ruas dos bairros negros também eram procurados por mulheres brancas pobres que queriam se livrar da gravidez. Os abortistas negros eram processados com muito mais frequência do que os brancos.
Durante esse período, os Panteras Negras imprimiram panfletos que descreviam o aborto como genocídio negro, expandindo sua posição anterior com relação ao planejamento familiar. Entretanto, a maioria dos grupos minoritários era a favor da descriminalização do aborto; o The New York Times informou em 1970 que mais mulheres não brancas do que brancas morreram em decorrência de “abortos grosseiros e ilegais”. Esperava-se que o aborto legalizado produzisse menos mortes da mãe. Uma pesquisa em Buffalo, Nova York, realizada pela National Organization for Women (NOW), constatou que 75% dos negros apoiavam a descriminalização do aborto.

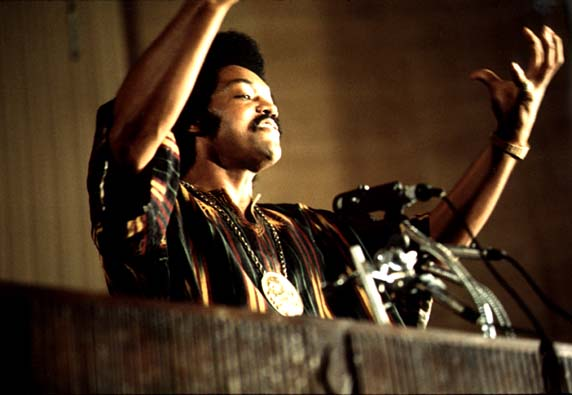
Na década de 1970, Jesse Jackson se manifestou contra o aborto como uma forma de genocídio negro.

Após a decisão da Suprema Corte Roe v. Wade, em janeiro de 1973, que tornou o aborto legal nos EUA, o editor da revista Jet, Robert E. Johnson, escreveu um artigo intitulado “Legal Abortion: Is It Genocide Or Blessing In Disguise?” (Aborto legal: genocídio ou bênção disfarçada?). Johnson apresentou a questão como uma questão que polarizava a comunidade negra de acordo com as linhas de gênero: as mulheres negras geralmente viam o aborto como uma “bênção disfarçada”, mas os homens negros, como o Reverendo Jesse Jackson, o viam como genocídio negro. Jackson disse que era a favor do controle de natalidade, mas não do aborto. No ano seguinte, o Senador Mark Hatfield [en], um oponente do aborto legal, enfatizou ao Congresso que Jackson “considera o aborto como uma forma de genocídio praticado contra os negros”.
Em Jet, Johnson citou Lu Palmer, uma jornalista de rádio de Chicago, que disse que havia desigualdade entre os sexos: um jovem negro que ajudasse a gerar uma gravidez indesejada podia seguir o seu “caminho feliz”, enquanto a jovem que estivesse envolvida nela era estigmatizada pela sociedade e sobrecarregada com um fardo financeiro e emocional, muitas vezes sem uma rede de segurança de prestadores de cuidados para a sustentar. A advogada dos direitos civis Florynce Kennedy [en] criticou a ideia de que as mulheres negras eram necessárias para povoar a revolução do Black Power. Afirmou que as maiorias negras no Deep South não eram conhecidas por serem focos de revolução e que limitar as mulheres negras ao papel de mães “não estava muito longe de um passado cultural em que as mulheres negras eram encorajadas a ser máquinas de reprodução para os seus senhores de escravos”. Na Assembleia Geral do Tennessee [en], em 1967, Dorothy Lavinia Brown [en], médica, a primeira mulher afro-americana cirurgiã e deputada estadual, patrocinou uma proposta de lei para legalizar totalmente o aborto. Mais tarde, Brown diria que as mulheres negras “deviam dispensar rapidamente a noção de que o aborto é um genocídio”. Em vez disso, deveriam olhar para os primeiros traficantes de escravos do Atlântico como a raiz do genocídio. A congressista Shirley Chisholm escreveu em 1970 que a ligação entre o aborto e o genocídio “é retórica masculina, para ouvidos masculinos”.
No entanto, uma ligação entre o aborto e o genocídio negro foi reivindicada por observadores posteriores. Mildred Fay Jefferson, cirurgiã e ativista contra o aborto legal, escreveu sobre o genocídio negro em 1978, afirmando que “os abortistas fizeram mais para eliminar gerações e incapacitar outras do que todos os anos de escravatura e linchamento”. As opiniões de Jefferson eram partilhadas pela legisladora do estado do Michigan e membro da NAACP Rosetta A. Ferguson, que liderou os esforços para derrotar uma lei de liberalização do aborto no Michigan em 1972. Ferguson descreveu o aborto como um genocídio negro.
Em 2009, ativistas americanos contra o aborto na Geórgia reavivaram a ideia de que um genocídio negro estava em andamento. Observou-se uma forte reação a essa estratégia entre os negros e, em 2010, foi dado mais enfoque à descrição do aborto como genocídio negro. O ativista branco antiaborto Mark Crutcher produziu um documentário chamado Maafa 21, que critica a Planned Parenthood e sua fundadora, Margaret Sanger, e descreve vários aspectos históricos da eugenia, controle de natalidade e aborto com o objetivo de convencer o espectador de que o aborto é um genocídio negro. Ativistas contra o aborto exibiram o documentário para platéias negras em todos os EUA. O filme foi criticado como propaganda e uma falsa representação do trabalho de Sanger. Em março de 2011, uma série de anúncios em outdoors sobre aborto como genocídio foi exibida em South Chicago, uma área com uma grande população de afro-americanos. De maio a novembro de 2011, o candidato presidencial Herman Cain criticou a Planned Parenthood, chamando o aborto de “genocídio planejado” e “genocídio negro”.
Após Stacey Abrams perder a eleição para governadora da Geórgia em 2018, o ativista contra o aborto Arthur A. Goldberg escreveu que ela perdeu em parte por causa de sua posição a favor do direito ao aborto, que, segundo ele, ignorava “o número impressionante de abortos na comunidade negra”, o que equivalia a um genocídio negro. Em 2019, o The New York Times escreveu que “o debate sobre o aborto está intrinsecamente ligado à raça” na visão das comunidades negras americanas que são desafiadas por muitas outras disparidades raciais que, juntas, constituem o genocídio negro.
Uma pesquisa do Pew Research Center constatou que os negros americanos são a favor da legalização do aborto na “maioria ou em todos os casos” a uma taxa de 68%, em oposição a 59% dos americanos brancos.

## Análise
Em 1976, o sociólogo Irving Louis Horowitz, que acreditava que o genocídio exige “escolha e política conscientes” em nome do Estado, publicou uma análise do genocídio dos negros na qual concluiu que o vigilantismo racista e as ações esporádicas de brancos individuais eram os culpados pelas várias estatísticas que mostram taxas mais altas de morte de negros do que de brancos. Horowitz concluiu que o governo dos EUA não poderia ser implicado como conspirador porque não havia conspiração para se envolver em um genocídio negro concertado, apenas “negligência benigna”.
Os críticos de Horowitz apontam as contradições em sua análise (por exemplo, ele admite que a KKK frequentemente teve apoio da polícia e do Estado), ele admite que a KKK muitas vezes teve apoio da polícia e do Estado), e que sua tese falha porque ele usa apenas o Holocausto como referência para genocídio, o que pode ser inadequado ou unilateral. Brandy Marie Langley argumenta que, como os atores e líderes do Estado estavam “propositalmente negligenciando o reconhecimento da dignidade e dos direitos civis [federais, constitucionais]” dos negros emancipados, essa negligência não foi benigna nem não intencional.
Em 2013, o cientista político Joy A. James escreveu que a “conclusão lógica” do racismo estadunidense é o genocídio e que os membros da elite negra são cúmplices, juntamente com os americanos brancos, na realização do genocídio negro.